# Mala (commune de Hässleholm)
Pour les articles homonymes, voir Mala.
Mala est une localité de Suède dans la commune de Hässleholm en Scanie.
Sa population était de 225 habitants en 2019.